# Antonio Maria Grandi
Antonio Maria Grandi né à Vicence en 1761 et mort à Rome le 6 novembre 1822 est un écrivain italien.

## Biographie
Né à Vicence, dans la République de Venise, en 1761, de parents honorables, Antonio Maria Grandi  reçut une première éducation dans sa ville natale, où, ayant terminé sa rhétorique à l’âge de seize ans, il fut admis novice au collège des barnabites. Après avoir suivi des cours de philosophie et de théologie, il fut promu au sacerdoce et envoyé comme professeur dans un collège de son ordre. En 1802, étant supérieur du collège de Macerata, il publia l’Oraison funèbre du cardinal Gerdil, protecteur des barnabites et contribua à la publication des Œuvres complètes du prélat, qui avait été commencée en 1806, par le P. Francesco Fontana, édition dont le P. Grandi a fait paraître les tomes 16 à 19, Rome, 1818, in-4°. Dans les dernières années de sa vie, il fut nommé consulteur du Saint-Office, de la Congrégation des rites et de celle de la révision des livres. Il publia aussi une Notice sur Mariano Fontana et avait le projet de donner une édition des Œuvres spirituelles posthumes de ce dernier ; mais il n’eut pas le temps de le réaliser. On a encore de lui un Essai de version littérale des psaumes, dont deux seulement sont traduits en vers.
Il mourut à Rome, le 6 novembre 1822, vicaire général de son ordre et membre de l’Académie de la religion catholique.